# Közhivatalok Háza
A makói Közhivatalok Háza egy irodaház a Belvárosban; a korábban helyén álló kollégiumépületet Makovecz Imre és Gerencsér Judit tervei alapján alakították át és ruházták fel új funkcióval 2010 és 2011 között.
A Hollósy Kornélia utcában található Mező Imre Kollégium az 1960-as években épült, és a József Attila Gimnázium diákjait szállásolta el. A lapos tetős, hasáb alakú épület különösebb esztétikai értékkel nem bírt; később, eredeti funkcióját elveszítve hosszabb ideig üresen állt. Bár az önkormányzat tett lépéseket annak érdekében, hogy az épületben bérlakások létesüljenek, és komoly vállalkozói érdeklődés is mutatkozott az ötlet iránt, a képviselő-testület elvetette a javaslatot, mert az akkori finanszírozási szabályok csak önerőből tették volna lehetővé a bérlakások kialakítását. Makó városának végül az Új Magyarország Fejlesztési Terv Dél-Alföldi Regionális Operatív Program (DAOP) támogatásával, a pályázaton elnyert pénzösszeget önkormányzati önerővel kiegészítve lehetősége nyílt az épületet átépíteni és új funkcióval felruházni. Az átalakítás része a fürdővárosi funkciókat kiszolgáló, megújuló településközpont kialakítását célzó széles körű fejlesztéseknek.
Az átépítés terveit Makovecz Imre és irodája készítette el; az organikus stílusban alkotó építészmérnök már korábban több középületet tervezett a város számára; az építésztervező a Makona Egyesülés tagja, Gerencsér Judit lett. A kivitelezőt pályázat útján választották ki, a korábban a Csernyus Lőrinc tervezte Hold utcai iskolaépületet elkészítő Bodrogi Bau Kft. lett. A bontási munkálatok után nekiláttak az átépítésnek: az alapozási és szerkezetépítési munkák eredményeként a Közhivatalok Háza új belső válaszfalakat és magastetőt kapott, emellett akadálymentessé tették – a felújítás óta mozgássérülteknek egy hidraulikus lift is a segítségére van. Ezt követték a szakági gépészeti és elektromos kialakítások. A beruházás összköltsége nettó 193 millió 736 ezer 307 (bruttó 242 millió) forint volt. A munkálatok tervezett befejezési határideje 2011. augusztus 31. volt; az 1284,5 négyzetméteres új létesítmény végül októberben készült el.
Az önkormányzat eredetileg úgy tervezte, hogy az állami közhivatalok makói irodáit, így az ÁNTSZ és földhivatal kirendeltségeit az új épület földszintjére és első emeletére költözteti – jelenleg a régi városházában találhatóak hivatali helyiségeik, ezt azonban az önkormányzat kiürítené, hogy ott a közeli Termál és Gyógyfürdőhöz kapcsolódóan szálloda jöhessen létre. A költöztetés részleteiről az önkormányzat képviseletében Marosvári Attila alpolgármester 2011. február 21-én tárgyalt a Csongrád Megyei Kormányhivatal főigazgatójával. Az időközben közigazgatási reformot eszközölő második Orbán-kormány döntése alapján felálló makói járáshoz járási kormányhivatal is tartozik (2013 januárjától a hivatal szervezeti struktúrájába integrálódott az eredetileg ide átköltöztetni tervezett kirendeltségek jó része), amely az önkormányzat és a megyei kormánymegbízott megállapodása értelmében az épületben földszintjén és egy emeleti helyiségében kapott helyet. A Közhivatalok Házának második emeletén a helyi vállalkozók által bérelhető irodahelyiségeket alakítottak ki.